# Abel Salazar García
Abel Salazar García (24 de setembre de 1917 - 21 d'octubre de 1995) va ser un actor, guionista i productor mexicà, pertany a l'Època d'Or del cinema mexicà.
Inicia la seva carrera fent petits papers com a companyó de comediants en les carpes de trattoria de la ciutat de Mèxic.
Debuta en La casa del rencor (1941), dirigit per Chano Urueta. Aquest mateix any cau en una profunda depressió a causa del trencament per part de la seva promesa Gloria Marín, qui li abandona per a impulsar la seva carrera gràcies a l'èxit de Jorge Negrete; crisi de la qual Salazar no aconsegueix recuperar-se fins a 1944 quan participa en diverses pel·lícules com Capullito de alhelí. D'aquí continua amb Las cinco advertencias de Satanás (1945), de Fernando Soler; Los tres García (1946), de Ismael Rodríguez; Mi esposa busca novio (1947), de Carlos Orellana; La Panchita (1948), d'Emilio Gómez Muriel; Me ha besado un hombre (1949), de René Cardona; El pecado de Laura (1949), de Julián Soler; Una viuda sin sostén (1950), de Miguel M. Delgado; Canasta uruguaya (1952), de René Cardona. Després d'una llarga estada a Espanya, on va interpretar El Coyote (1954), de Joaquín Luis Romero Marchent, i Mañana cuando amanezca (1954), de Javier Setó i Los Tres Amores de Lola (1956), de René Cardona, va emprendre una nova etapa com a productor i protagonista d'una gran quantitat de pel·lícules terrorífiques, entre les quals cal recordar El vampiro (1957) i El ataúd del vampiro (1957), de Fernando Méndez; El barón del terror (1963) i La casa embrujada (1964).
El 1944 es va casar amb Alicia Cárdenas, amb qui va tenir dues filles (Alicia i Leticia Salazar Cárdenas) i de la qual va acabar divorciant-se. El 1958 va contreure matrimoni amb Gloria Marín, de la qual també es va divorciar després de llargs processos legals. El 1960 es va casar amb l'actriu Rosita Arenas, qui havia estat casada dos mesos el 1958 amb l'aristòcrata i actor espanyol Jaime de Mora y Aragón. La seva filla, Rosita Salazar Arenas, és actriu i guionista.
El 1976 treballa com a director d'escena en la pel·lícula Tres mujeres en la hoguera i la seva última aparició com a actor, va anar en la cinta El otro, del reconegut director Arturo Ripstein, el 1984. A més, va treballar per a la televisió en les telenovel·les Senda de gloria (1987) i Mi segunda madre (1989-90).
Va morir el 21 d'octubre de 1995 en Cuernavaca, estat de Morelos, afectat d'alzheimer.